# André Ruiz
Pour les articles homonymes, voir Ruiz.
Pas d'image ? Cliquez ici

a Compétitions nationales et continentales officielles uniquement.

b Matchs officiels uniquement.
André Ruiz, est né le 30 mars 1947 à Séméac, est un joueur de rugby à XV et de rugby à XIII évoluant au poste de centre en XV et centre en XIII.
Sa carrière sportive se compose de deux périodes. Il est l'un des éléments prometteurs du club de Tarbes en rugby à XV au point d'être convoqué à deux reprises en équipe de France lors de l'année 1968.
Il rejoint pourtant le code de rugby à XIII en signant pour Carcassonne où il y remporte le Championnat de France en 1972 et la Coupe de France en 1973. Il côtoie également l'équipe de France et a la particularité d'avoir pris part à quatre éditions de la Coupe du monde entre 1970 et 1977.

## Palmarès

### Rugby à XV

#### Détails en sélection
| 1. | 16 novembre 1968  | Afrique du Sud | 11-16 | Test-match | Troisième ligne centre | - | - | - | - |
| 1. | 1er décembre 1968 | Roumanie       | 14-15 | Test-match | Troisième ligne centre | - | - | - | - |

### Rugby à XIII

#### En tant que joueur
- Collectif : 
  - Vainqueur du Championnat de France : 1972 (Carcassonne).
  - Finaliste de la Coupe de France : 1973[1] (Carcassonne).

#### Détails en sélection
| 1.  | 25 octobre 1970   | Nouvelle-Zélande          | 15-16 | Coupe du monde | Centre | - | - | - | - |
| 2.  | 28 octobre 1970   | Angleterre                | 0-6   | Coupe du monde | Centre | - | - | - | - |
| 3.  | 28 novembre 1971  | Nouvelle-Zélande          | 3-3   | Test-match     | Centre | - | - | - | - |
| 4.  | 6 février 1972    | Grande-Bretagne           | 9-10  | Test-match     | Centre | 3 | 1 | - | - |
| 5.  | 12 mars 1972      | Grande-Bretagne           | 10-45 | Test-match     | Centre | - | - | - | - |
| 6.  | 28 octobre 1972   | Nouvelle-Zélande          | 20-9  | Coupe du monde | Centre | 3 | 1 | - | - |
| 7.  | 1er novembre 1972 | Grande-Bretagne           | 4-13  | Coupe du monde | Centre | - | - | - | - |
| 8.  | 5 novembre 1972   | Australie                 | 9-31  | Coupe du monde | Centre | 3 | 1 | - | - |
| 9.  | 9 décembre 1973   | Australie                 | 9-21  | Test-match     | Centre | 3 | 1 | - | - |
| 10. | 16 décembre 1973  | Australie                 | 3-14  | Test-match     | Centre | - | - | - | - |
| 11. | 17 février 1974   | Grande-Bretagne           | 0-29  | Test-match     | Centre | - | - | - | - |
| 12. | 15 juin 1975      | Nouvelle-Zélande          | 0-27  | Coupe du monde | Centre | - | - | - | - |
| 13. | 21 juin 1975      | Australie                 | 6-26  | Coupe du monde | Centre | - | - | - | - |
| 14. | 11 octobre 1975   | Angleterre                | 2-48  | Coupe du monde | Centre | - | - | - | - |
| 15. | 17 octobre 1975   | Nouvelle-Zélande          | 12-12 | Coupe du monde | Centre | - | - | - | - |
| 16. | 26 octobre 1975   | Australie                 | 2-41  | Coupe du monde | Centre | - | - | - | - |
| 17. | 29 mai 1977       | Papouasie-Nouvelle-Guinée | 6-37  | Test-match     | Centre | - | - | - | - |
| 18. | 5 juin 1977       | Grande-Bretagne           | 4-23  | Coupe du monde | Centre | - | - | - | - |
| 19. | 19 juin 1977      | Nouvelle-Zélande          | 20-28 | Coupe du monde | Centre | - | - | - | - |